# Hyopsodontidae
De Hyopsodontidae is een familie van uitgestorven hoefdierachtige zoogdieren, behorend tot de parafyletische Condylarthra. De dieren uit deze groep leefden tijdens het Laat-Paleoceen en Eoceen in Noord-Amerika, Europa en Azië.

## Beschrijving
De hyopsodontiden waren over het algemeen kleine omnivoren met het formaat van een eekhoorn. Ze waren herbivorer dan de arctocyoniden, maar hadden nog steeds een weinig aangepast gebit. Het naamgevende geslacht is Hyopsodus. Dit dier ontstond in het Laat-Paleoceen van Noord-Amerika om zich vervolgens over het noordelijk halfrond te verspreiden. Hyopsodus was een van de laatste condylarthen en dit dier stierf pas in het Laat-Eoceen uit. Uit het skelet van Hyopsodus blijkt dat het een deel van zijn tijd in de bomen doorbracht. Een verwant van Hyopsodus was Paschatherium. Deze condylarth was in het Vroeg-Eoceen zeer algemeen in westelijk Europa.

## Verwantschap
De eerste vormen uit de Hyopsodontidae verschenen in het Vroeg-Paleoceen met onder meer Chacomylus.
Tot de Hyopsodontidae worden traditioneel meerdere onderfamilies gerekend: de Apheliscinae, de Hyopsodontinae, de Louisininae, de Mioclaeninae en de Tricuspiodontinae. De verschillende onderfamilies van de Hyopsodontidae zijn in het verleden beschouwd als mogelijke voorouders van de evenhoevigen, Zuid-Amerikaanse hoefdieren en afrotheriën. De Hyopsodontidae worden tegenwoordig beschouwd als polyfyletisch. De Hyopsodontinae is vermoedelijk het nauwst verwant aan de phenacodonten. De Apheliscinae, Louisininae en Mioclaeninae worden inmiddels als zelfstandige families beschouwd (Apheliscidae, Louisinidae en Mioclaenidae). 
Door diverse studies is een verwantschap gesuggereerd tussen de Apheliscidae en Louisidinae en de springspitsmuizen (Macroscelidea). Deze families worden wel gezien als stamgroep van de Macroscelidea.  Direct bewijs voor verwantschap tussen de Macroscelidea en de Hyopsodontidae ontbreekt echter. De gesuggereerde verwantschappen zijn met name gebaseerd op de morfologie van de tanden en de bouw van de enkel. Al met al is het bewijs voor de verwantschap zwak. De morfologische overeenkomsten lijken het best te verklaren door convergente evolutie. In een studie uit 2015 werd geconcludeerd dat de Apheliscidae een basale positie binnen de Laurasiatheria lijkt in te nemen.